# Ски алпийски дисциплини на зимните олимпийски игри 1936
Състезанията по ски алпийски дисциплини на IV зимни олимпийски игри, проведени в Гармиш-Партенкирхен, Бавария, Германия, от 7 до 9 февруари 1936 г. се провеждат на пистите „Кройцйох“ и „Гудиберг“. На тези олимпийски игри алпийските дисциплини за първи път са част от програмата и включват алпийска комбинация мъже и жени. 

## Класиране по медали
| Място | Страна            | Злато | Сребро | Бронз | Общо |
| ----- | ----------------- | ----- | ------ | ----- | ---- |
| 1     | Германска империя | 2     | 2      | 0     | 4    |
| 2     | Франция           | 0     | 0      | 1     | 1    |
| 3     | Норвегия          | 0     | 0      | 1     | 1    |

Източник: 

## Резултати

### Комбинация жени
Състезанието се провежда на 7 (спускане) и 8 февруари (слалом) 1936 г. Участват 37 спортистки от 13 страни. Стартът на спускането е под връх Кройцйох на височина 1580 m, а финишът – на долната станция на лифта „Кройцекбан“ на надморска височина 760 m. Денивелацията е 820 m, а дължината на спускането е 3300 m. 
Слаломът се провежда на Гудиберг. Денивелацията е 200 m, а дължината на трасето – 600 m. Пропуснати врати водят до наказателни точки. 
След спускането и двата манша на слалома, точковите резултати са усреднени за определяне на победителката. 
| Място | Име                                   | Спускане | Слалом | Средно |
| ----- | ------------------------------------- | -------- | ------ | ------ |
| 01    | Кристл Кранц                          | 94,12    | 100,00 | 97,06  |
| 02    | Кете Грасегер                         | 97,88    | 92,63  | 95,26  |
| 03    | Лайла Шоу Нилсен (Laila Schou Nilsen) | 100,00   | 86,96  | 93,48  |

Източник: 

### Комбинация мъже
Състезанието се провежда на 7 (спускане) и 9 февруари (слалом) 1936 г. Участват 66 спортисти от 21 страни. Стартът на спускането е под връх Кройцйох на височина 1719 m, а финишът – на долната станция на лифта Кройцекбан на надморска височина 760 m. Денивелацията е 959 m, а дължината на спускането е 3800 m. 
Слаломът се провежда на Гудиберг. Денивелацията е 200 m, а дължината на трасето – 600 m. Пропуснати врати водят до наказателни точки. След първия манш на слалома журито решава кои скиори да се спуснат във втория манш и оставя първите 33-ма от 60-те завършили спускането. 
След спускането и двата манша на слалома, точковите резултати са усреднени за определяне на победителя. 
| Място | Име                     | Спускане | Слалом | Средно |
| ----- | ----------------------- | -------- | ------ | ------ |
| 01    | Франц Пфнюр             | 98,49    | 100,00 | 99,25  |
| 02    | Густав Ланчнер          | 96,38    | 96,13  | 96,26  |
| 03    | Емил Але (Émile Allais) | 96,18    | 93,20  | 94,69  |

Източник: 
България е представена от Борислав Йорданов, Асен Цанков и Боян Димитров. Борислав Йорданов е 30-и след спускането, Асен Цанков – 53-ти, а Боян Димитров не го завършва. Йорданов и Цанков завършват първия манш от слалома, но не са допуснати до втория. 